# موكلينيخو
بلدية موضع إقليم أو حصن إقليم أو (نقحرة: موكلينيخو) (بالإسبانية: Moclinejo) هي بلدية تقع في مقاطعة مالقة التابعة لمنطقة أندلوسيا جنوب إسبانيا.

## الديموغرافيا
بلغ عدد سكان بلدية موضع إقليم 1.303 نسمة عام 2011 (وفقاً للمعهد الوطني الإسباني للإحصاء).
| 1.021 | 1.076 | 1.127 | 1.194 | 1.245 | 1.256 | 1.303 |